# Virtua Fighter 3
Virtua Fighter 3 (バーチャファイター3?, Bācha Faitā Surī) è il terzo videogioco della serie Virtua Fighter, uscito nel 1996 nelle sale giochi. Gira sull'hardware Model 3. È stato prodotto dalla SEGA e sviluppato da Sega-AM2, come i precedenti capitoli.
Virtua Fighter 3 subì una riedizione con varie migliorie, Virtua Fighter 3 Team Battle, uscito per gli arcade nel 1997 e convertito anche per il Dreamcast nel 1998.

## Trama
Judgement 6, un'organizzazione che cerca di dominare il mondo, organizza un terzo torneo di combattimento. Tutti i personaggi partecipano per raggiungere i loro obiettivi personali. Alcuni desiderano sfidare Judgement 6 e scoprire i segreti del gruppo. Kage-Maru ha vinto il torneo. la cui vera specialità è il Jujutsu, ha una vendetta contro il Sindacato che ha ucciso suo padre. Il Sindacato gli ha anche portato via la madre e l'ha resa una dei suoi combattenti. Durante il primo torneo si è messo in mostra come combattente, ma non è riuscito a trovare molte informazioni su Judgement 6, anche se ha ricevuto la notizia che sua madre è ancora viva; spera di saperne di più la seconda volta, nel torneo passato è riuscito a salvare sua madre (che era stata trasformata in Dural). Quando Akira, un combattente del Bajiquan, ha sconfitto Dural, salvando così Tsukikage dal lavaggio del cervello di Judgement 6 e dallo stato di Dural alla fine del secondo torneo, Kage è riuscito a riavere sua madre.
Per molti mesi, Kage e sua madre vissero una vita tranquilla in un piccolo villaggio nascosto. Dopo circa un anno, però, la madre di Kage fu improvvisamente colpita da una misteriosa malattia. Le indagini di Kage sulla sua malattia rivelarono che si trattava di un effetto collaterale della sua trasformazione in Dural, e ora Kage partecipa al nuovo torneo per scoprire quale legame ci sia con il nuovo modello di Dural. L'ha usata su sua madre, sperando che la curasse. Tuttavia, il piano si è ritorto contro di lui. Non solo la madre non guarì, ma causò la trasformazione di sua madre in Dural. Attaccò immediatamente Kage. Non vedendo via d'uscita, Kage decide di ucciderla per porre fine alle sue sofferenze. La madre è quasi riuscita a fuggire ed è stata salvata da J6. Kage viene a conoscenza del 4º torneo mondiale e decide di partecipare al torneo con l'intenzione di uccidere Dural.

## Modalità di gioco
Il gioco ha introdotto diverse novità: innanzitutto l'aggiunta del tasto "Evade", che permette, tramite un movimento laterale repentino del personaggio, di evitare l'attacco dell'avversario e contrattaccare subito dopo; sono stati aggiunti due nuovi personaggi; infine, è stata notevolmente migliorata la grafica, con i personaggi che sembrano più realistici che in passato e nuove ambientazioni.

## Nuovi personaggi
- Aoi Umenokouji, una studentessa giapponese, amica d'infanzia di Akira ed esperta di Aiki Ju-Jutsu
- Taka-Arashi, un sumo wrestler brutale di New York (questo personaggio non è presente nel quarto episodio della serie ma ricompare in Virtua Fighter 5 R)

## Personaggi riconfermati
- Akira Yuki
- Jacky Bryant
- Jeffry McWild
- Kage-Maru
- Lau Chan
- Lion Rafale
- Pai Chan
- Sarah Bryant
- Shun-Di
- Wolf Hawkfield
- Dural

## Sviluppo
La storia di Virtua Fighter 3 è stata segnata da numerose avversità: innanzitutto riguardavano la conversione su console. Allora la Sega aveva in commercio il Sega Saturn, il quale non era in grado di gestire una grafica così avanzata; questo accelerò di molto lo sviluppo del Dreamcast, uscito nel 1998.